# (21553) Monchicourt
(21553) Monchicourt (1998 QT55) est un astéroïde de la ceinture principale découvert le 26 août 1998 par le projet OCA-DLR Asteroid Survey à Caussols. Son orbite elliptique est caractérisée par un demi-grand axe long de 2,2255256 UA, avec une excentricité de 0,1649412, inclinée de 2,08599° sur l’écliptique.
Il a reçu le nom de la journaliste scientifique Marie-Odile Monchicourt.